# جيم كونينغهام (لاعب هوكي الجليد)
جيم كونينغهام (بالإنجليزية: Jim Cunningham)‏ هو لاعب هوكي الجليد أمريكي، ولد في 15 أغسطس 1956 في سانت بول في الولايات المتحدة، وتوفي في 29 أبريل 2011.

## وصلات خارجية
- جيم كونينغهام على موقع دوري الهوكي الوطني (الإنجليزية)
- جيم كونينغهام على موقع قاعة مشاهير الهوكي (لاعب أن.إتش.أل) (الإنجليزية)
- جيم كونينغهام على موقع EliteProspects.com (الإنجليزية)
- جيم كونينغهام على موقع HockeyDB.com (الإنجليزية)
- جيم كونينغهام على موقع Hockey-Reference.com (الإنجليزية)